# William Lewis Hertslet

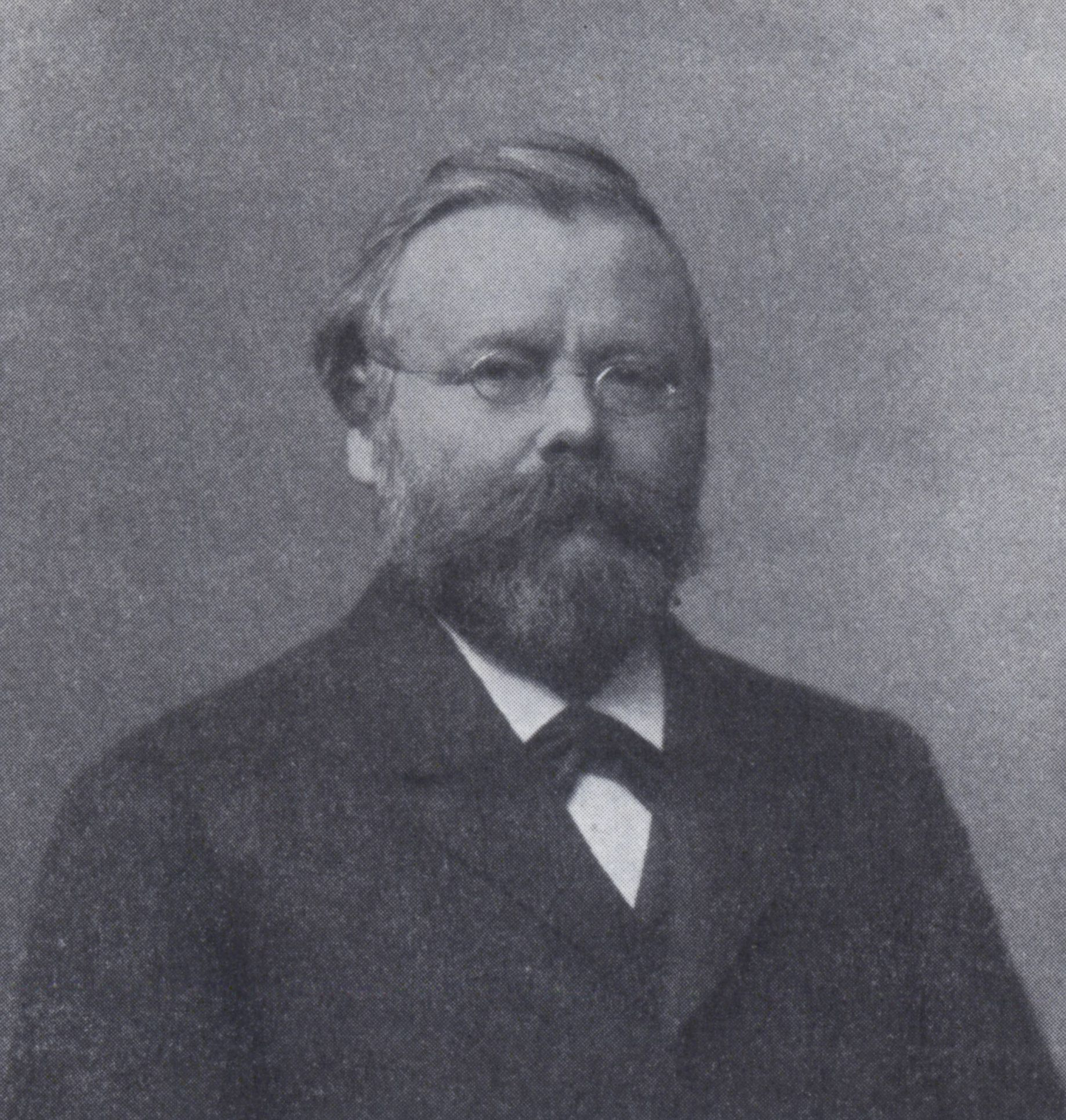
William Lewis Hertslet

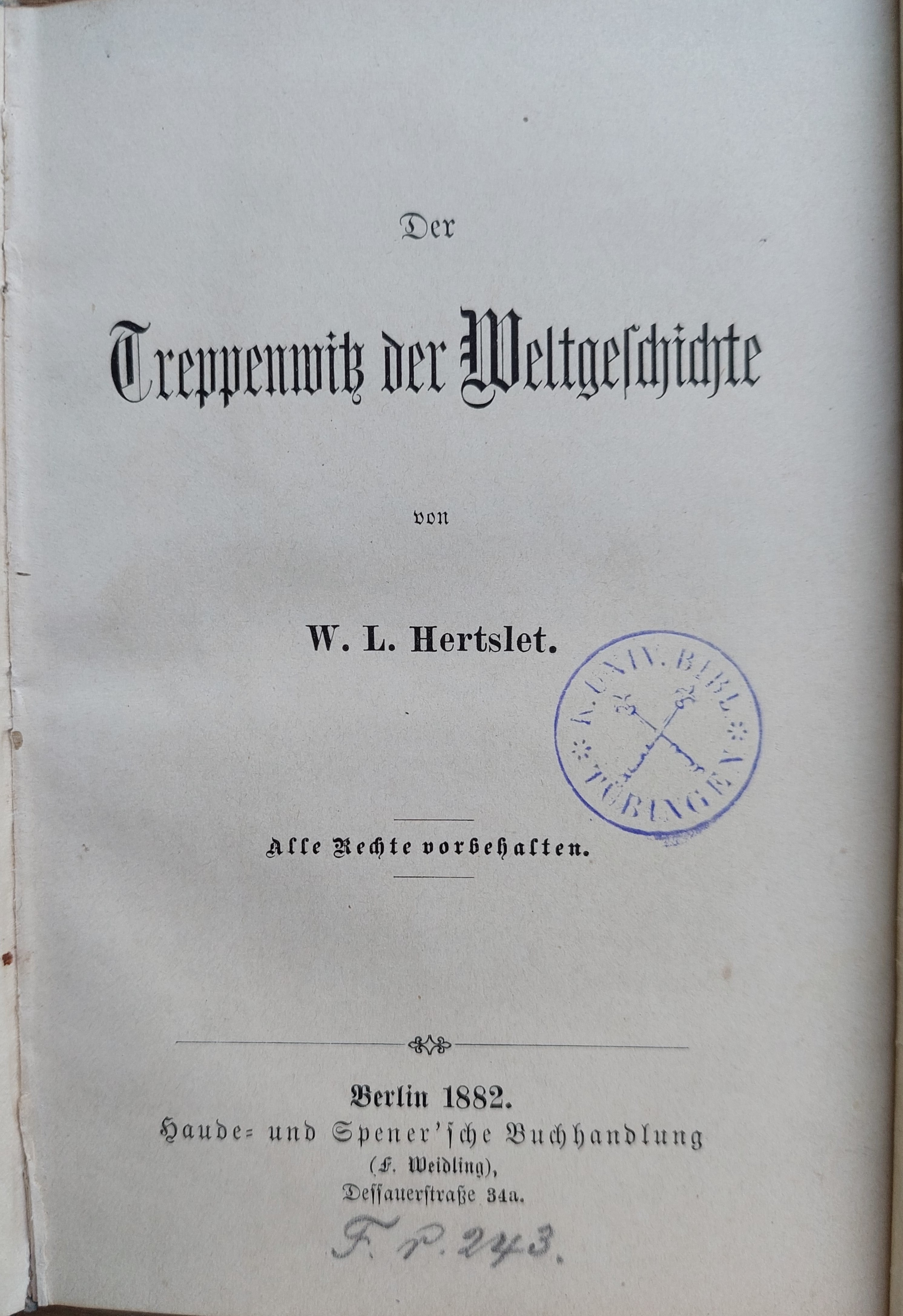
Erstausgabe 1882

William Lewis Hertslet (* 21. November 1839 in Memel, Königreich Preußen; † 2. Mai 1898 in Berlin-Friedenau) war Bankier, Schriftsteller und Verfasser des Buches Der Treppenwitz der Weltgeschichte.

## Leben und Wirken
Er war der Sohn des britischen Konsuls zu Memel, W. J. Hertslet. Nach Besuch der Oberrealschule trat er in das Geschäft seines Vaters ein, setzte seine kaufmännische Ausbildung dann in London fort. Wieder in Deutschland arbeitete Hertslet für den englischen Eisenbahnunternehmer Bray, später gründete er in Berlin ein Bankgeschäft. Ab 1895 widmete er sich ganz der Schriftstellerei.
Die Neue Deutsche Biographie vermerkt über ihn:

„Seine außergewöhnliche Belesenheit und historische Bildung verwertete er als Mitarbeiter an Büchmanns 'Geflügelten Worten' und für sein, ähnlich dem 'Büchmann' berühmt gewordenes Werk 'Der Treppenwitz der Weltgeschichte'. Den 'Treppenwitz', den er als deutschen Begriff für den französischen 'esprit d'escalier' einführte, definierte er durch folgendes Bild: 'Der Geschichte fällt geradeso wie dem von der Audienz die Treppe herunterkommenden Bittsteller ein pikantes, gerade passendes Wort fast immer erst hinterdrein ein. Nur wird es ihr leichter als dem Bittsteller, das Versäumte nachträglich in das Protokoll eintragen zu lassen …'“

Der Treppenwitz der Weltgeschichte war zuerst 60 Seiten stark (1882), umfasste jedoch bei der 4. Auflage 1895 schon 469 Seiten und wurde, der Reihe nach fortgeführt von Hans F. Helmolt, Friedrich Wencker-Wildberg, Alfred Grumow und Winfried Hofmann, bis heute immer wieder aufgelegt.
William Lewis Hertslet starb 1898 im Alter von 58 Jahren in Friedenau bei Berlin und wurde auf dem Alten St.-Matthäus-Kirchhof in Schöneberg beigesetzt. Das Grab ist nicht erhalten geblieben.

## Publikationen (Auswahl)
- Der Treppenwitz der Weltgeschichte. Geschichtliche Irrtümer, Entstellungen und Erfindungen. 6. Auflage, Haude & Spener, Berlin 1905 Digitalisat; 10. Auflage, bearbeitet von Hans F. Helmolt, 2. unveränderter Abdruck, Berlin 1927.